# Campionati europei juniores di atletica leggera 1981
Il VI Campionato europeo juniores di atletica leggera si è disputato ad Utrecht, nei Paesi Bassi, dal 20 al 23 agosto 1981.

## Risultati
I risultati del campionato sono stati:

### Uomini
| Specialità             | Oro                                                                             | Prestazione | Argento                                                                               | Prestazione | Bronzo                                                                 | Prestazione |
| Corse piane            |                                                                                 |             |                                                                                       |             |                                                                        |             |
| 100 metri              | Thomas Schröder Germania Est                                                    | 10"14       | Rolf Kistner Germania Ovest                                                           | 10"33       | Pierfrancesco Pavoni Italia                                            | 10"39       |
| 200 metri              | Thomas Schröder Germania Est                                                    | 20"69       | Sergej Sokolov Unione Sovietica                                                       | 20"79       | Kimmo Saaristo Finlandia                                               | 20"83       |
| 400 metri              | Todd Bennett Regno Unito                                                        | 47"18       | Jens Carlowitz Germania Est                                                           | 47"40       | Jörg Vaihinger Germania Ovest                                          | 47"48       |
| 800 metri              | József Bereczki Ungheria                                                        | 1'46"17     | István Szalai Ungheria                                                                | 1'46"94     | Christopher Mcgeorge Regno Unito                                       | 1'47"43     |
| 1.500 metri            | Steffen Ohme Germania Est                                                       | 3'44"24     | Didier Poirier Francia                                                                | 3'44"49     | Anatoliy Legeda Unione Sovietica                                       | 3'44"66     |
| 3.000 metri            | Rainer Wachenbrunner Germania Est                                               | 7'57"18     | Frank Heine Germania Est                                                              | 7'59"05     | Jean-Pierre N'dayisenga Belgio                                         | 8'01"30     |
| 5.000 metri            | Gábor Szabó Ungheria                                                            | 13'56"42    | Salvatore Antibo Italia                                                               | 14'03"73    | Axel Krippschock Germania Est                                          | 14'05"02    |
| Corse a ostacoli       |                                                                                 |             |                                                                                       |             |                                                                        |             |
| 110 metri ostacoli     | Holger Pohland Germania Est                                                     | 13"80       | Andreas Oschkenat Germania Est                                                        | 13"85       | Viktor Batrachenko Unione Sovietica                                    | 14"10       |
| 400 metri ostacoli     | Krassimir Demirev Bulgaria                                                      | 50"45       | Olivier Gui Francia                                                                   | 50"63       | Hans-Jürgen Ende Germania Est                                          | 50"75       |
| 2000 metri siepi       | Paul Davies-Hale Regno Unito                                                    | 5'31"12     | Gilbert Jüchert Germania Est                                                          | 5'38"02     | Lev Glinskikh Unione Sovietica                                         | 5'38"61     |
| Corse su strada        |                                                                                 |             |                                                                                       |             |                                                                        |             |
| 10 km marcia           | Ralf Kowalski Germania Est                                                      | 39'56"23    | Aleksandr Potashov Unione Sovietica                                                   | 41'39"35    | Viktor Mostovik Unione Sovietica                                       | 41'46"56    |
| Staffette              |                                                                                 |             |                                                                                       |             |                                                                        |             |
| Staffetta 4x100 m      | Germania Est Karsten Weller Steffen Bringmann Andreas Oschkenat Thomas Schröder | 39"88       | Unione Sovietica Sergey Polishchuk Sergej Sokolov Aleksandr Sivchenko Ivan Svyatnenko | 40"21       | Finlandia Juha Pyy Jouni Törrönen Ilari Jauro Kimmo Saaristo           | 40"58       |
| Staffetta 4x400 m      | Germania Est Uwe Preusche Frank Löper Eckard Trylus Jens Carlowitz              | 3'04"58     | Regno Unito John Weston Eugene Gilkes Paul Dunn Todd Bennett                          | 3'07"49     | Germania Ovest Markus Söhnge Matthias Kaulin Heiko Emde Jörg Vaihinger | 3'07"91     |
| Salti                  |                                                                                 |             |                                                                                       |             |                                                                        |             |
| Salto in alto          | Krzysztof Krawczyk Polonia                                                      | 2,26 m      | William Motti Francia                                                                 | 2,19 m      | Oleg Azizmuradov Unione Sovietica                                      | 2,19 m      |
| Salto con l'asta       | Frantisek Jansa Cecoslovacchia                                                  | 5,35 m      | Pierre Quinon Francia                                                                 | 5,30 m      | Olaf Kasten Germania Est                                               | 5,25 m      |
| Salto in lungo         | André Reichelt Germania Est                                                     | 7,76 m      | Sergey Rodin Unione Sovietica                                                         | 7,73 m      | Andreas Zwanzig Germania Est                                           | 7,70 m      |
| Salto triplo           | Sergey Akhvlediani Unione Sovietica                                             | 16,76 m     | Aleksandr Leonov Unione Sovietica                                                     | 16,54 m     | Michael Makin Regno Unito                                              | 15,95 m     |
| Lanci                  |                                                                                 |             |                                                                                       |             |                                                                        |             |
| Getto del peso         | Andreas Horn Germania Est                                                       | 18,71 m     | Ulf Timmermann Germania Est                                                           | 18,45 m     | Karsten Stolz Germania Ovest                                           | 17,77 m     |
| Lancio del disco       | Kamen Dimitrov Bulgaria                                                         | 56,62 m     | Thomas Christel Germania Est                                                          | 56,12 m     | Erik de Bruin Paesi Bassi                                              | 55,88 m     |
| Lancio del martello    | Christoph Sahner Germania Ovest                                                 | 68,92 m     | Sergey Dorozhon Unione Sovietica                                                      | 68,48 m     | Vyacheslav Korovin Unione Sovietica                                    | 68,36 m     |
| Lancio del giavellotto | Uwe Hohn Germania Est                                                           | 86,56 m     | Roald Bradstock Regno Unito                                                           | 79,18 m     | Fabio Michielon Italia                                                 | 75,26 m     |
| Prove multiple         |                                                                                 |             |                                                                                       |             |                                                                        |             |
| Decathlon              | Mikhail Romanyuk Unione Sovietica                                               | 7918 p.     | Torsten Voss Germania Est                                                             | 7912 p.     | Sven Reintak Unione Sovietica                                          | 7497 p.     |

### Donne
| Specialità             | Oro                                                                        | Prestazione | Argento                                                                                 | Prestazione | Bronzo                                                                     | Prestazione |
| Corse piane            |                                                                            |             |                                                                                         |             |                                                                            |             |
| 100 metri              | Katrin Böhme Germania Est                                                  | 11"33       | Shirley Thomas Regno Unito                                                              | 11"43       | Carola Beuster Germania Est                                                | 11"50       |
| 200 metri              | Sabine Rieger Germania Est                                                 | 22"91       | Valentina Bozhina Unione Sovietica                                                      | 23"13       | Carola Beuster Germania Est                                                | 23"31       |
| 400 metri              | Irina Zhdanova Unione Sovietica                                            | 53"21       | Heike Bohne Germania Est                                                                | 53"54       | Linsey MacDonald Regno Unito                                               | 54"24       |
| 800 metri              | Ines Vogelgesang Germania Est                                              | 2'02"65     | Anna Rybicka Polonia                                                                    | 2'03"83     | Lyubov Kiryukhina Unione Sovietica                                         | 2'04"33     |
| 1.500 metri            | Betty Van Steenbroeck Belgio                                               | 4'15"75     | Melena Malykhina Unione Sovietica                                                       | 4'17"31     | Kirsti Voldnes Norvegia                                                    | 4'18"72     |
| 3.000 metri            | Lyudmila Sudak Unione Sovietica                                            | 8'58"30     | Birgit Mauer Germania Est                                                               | 9'20"01     | Uta Möckel Germania Est                                                    | 9'22"00     |
| Corse a ostacoli       |                                                                            |             |                                                                                         |             |                                                                            |             |
| 100 metri ostacoli     | Katrin Böhme Germania Est                                                  | 13"20       | Gloria Kovarik Germania Est                                                             | 13"27       | Anne Piquereau Francia                                                     | 13"76       |
| 400 metri ostacoli     | Sylvia Kirschner Germania Est                                              | 56"41       | Anita Lauvensteins Unione Sovietica                                                     | 56"93       | Margarita Ponomaryova Unione Sovietica                                     | 57"45       |
| Staffette              |                                                                            |             |                                                                                         |             |                                                                            |             |
| Staffetta 4x100 m      | Germania Est Silke Gladisch Sabine Rieger Kathrin Böhme Carola Beuster     | 43"77       | Francia Véronique Ponchot Marie-Christine Cazier Laurence Bily Marie-France Loval       | 44"61       | Germania Ovest Andrea Niggemann Anne Griese Andrea Hannemann Andrea Bersch | 45"11       |
| Staffetta 4x400 m      | Germania Est Cornelia Feuerbach Carola Witzel Ines Vogelgesang Heike Bohne | 3'30"39     | Unione Sovietica Irina Zakharova Lyubov Kiryukhina Margarita Ponomaryova Irina Zhdanova | 3'31"41     | Germania Ovest Anne Griese Sylvia Nagel Kirsten Fuhrken Silke Kondziella   | 3'36"90     |
| Salti                  |                                                                            |             |                                                                                         |             |                                                                            |             |
| Salto in alto          | Andrea Breder Germania Ovest                                               | 1,90 m      | Alessandra Fossati Italia                                                               | 1,88 m      | Larissa Kossytsina Unione Sovietica                                        | 1,86 m      |
| Salto in lungo         | Heike Daute Germania Est                                                   | 7,02 m      | Yelena Lugovaya Unione Sovietica                                                        | 6,43 m      | Joyce Oladapo Regno Unito                                                  | 6,36 m      |
| Lanci                  |                                                                            |             |                                                                                         |             |                                                                            |             |
| Getto del peso         | Konstanze Simm Germania Est                                                | 17,21 m     | Gabriele Reinsch Germania Est                                                           | 17,03 m     | Svetla Mitkova Bulgaria                                                    | 16,50 m     |
| Lancio del disco       | Diana Sachse Germania Est                                                  | 57,30 m     | Svetla Mitkova Bulgaria                                                                 | 55,60 m     | Larisa Michal'čenko Unione Sovietica                                       | 53,38 m     |
| Lancio del giavellotto | Antoaneta Todorova Bulgaria                                                | 64,12 m     | Antje Kempe Germania Est                                                                | 60,60 m     | Karin Bergdahl Svezia                                                      | 58,40 m     |
| Prove multiple         |                                                                            |             |                                                                                         |             |                                                                            |             |
| Eptathlon              | Anke Tröger Germania Est                                                   | 6032 p.     | Ilona Dietze Germania Est                                                               | 5991 p.     | Tatyana Stoycheva Bulgaria                                                 | 5764 p.     |

## Medagliere
Legenda
     Paese ospitante
| Posizione | Paese            | Oro | Argento | Bronzo | Totale |
| --------- | ---------------- | --- | ------- | ------ | ------ |
| 1         | Germania Est     | 22  | 14      | 6      | 42     |
| 2         | Unione Sovietica | 4   | 11      | 11     | 26     |
| 3         | Bulgaria         | 3   | 0       | 2      | 5      |
| 4         | Regno Unito      | 2   | 2       | 4      | 8      |
| 5         | Germania Ovest   | 2   | 1       | 5      | 8      |
| 6         | Ungheria         | 2   | 1       | 0      | 3      |
| 7         | Polonia          | 1   | 1       | 0      | 2      |
| 8         | Belgio           | 1   | 0       | 1      | 2      |
| 9         | Cecoslovacchia   | 1   | 0       | 0      | 1      |
| 10        | Francia          | 0   | 5       | 1      | 6      |
| 11        | Italia           | 0   | 2       | 2      | 4      |
| 12        | Finlandia        | 0   | 0       | 2      | 2      |
| 13        | Paesi Bassi      | 0   | 0       | 1      | 1      |
| 13        | Norvegia         | 0   | 0       | 1      | 1      |
| 13        | Svezia           | 0   | 0       | 1      | 1      |
| Totale    | Totale           | 38  | 38      | 38     | 114    |